# Karlheinz Kopf
Karlheinz Kopf (Hohenems, 1957. június 27. –) osztrák vállalkozó, politikus, 1994 óta a Nemzeti Tanács tagja, melynek 2013-tól 2017-ig második elnöke volt (ÖVP), 2018 óta pedig az osztrák gazdasági kamara (WKO) főtitkára.

## Élete
Karlheinz Kopf 1957-ben született a vorarlbergi Hohenems-ben, hétgyermekes altachi vállalkozó-család legidősebb gyermekeként. Általános iskolai tanulmányait Altachban, középiskolai tanulmányait Bregenzben végezte, majd 1975-től 1976-ig katonai szolgálatot teljesített. 1976 és 1982 között a Götzisben található Huber Tricot textilipari cég vezetési asszisztense, majd 1990-ig a cég személyzeti vezetője volt, 1991-től 1993-ig pedig a bregenzi Wolford AG személyzeti vezetőjeként dolgozott. 1993 és 2008 között az altachi Sportbau Walser GmbH ügyvezető igazgatójaként dolgozott, emellett 2000-től 2008-ig az Osztrák Néppárt vállalkozói tagozataként működő Osztrák Gazdasági Egyesület főtitkára, majd 2014-től 2018-ig ismét a Sportbau Walser GmbH ügyvezető igazgatója volt.
Helyi szinten kezdett el politizálni, 1985 és 1999 között Altach önkormányzatának volt tagja. 1991 óta az Osztrák Gazdasági Egyesület vorarlbergi elnökhelyettese. Az Osztrák Néppárt jelöltjeként 1994-ben a dél-vorarlbergi választókerületből jutott be a Nemzeti Tanácsba, azóta a parlament tagja, főleg gazdaságpolitikai kérdésekkel foglalkozik. 2008-ban rövid ideig pártja frakcióvezető-helyettese, majd 2008-tól 2013-ig az ÖVP frakcióvezetője és szóvivője volt. 2013 és 2017 között a Nemzeti Tanács második elnöke (alelnöke) volt, ebben a tisztségében 2016 júliusától 2017 januárjáig Doris Bures parlamenti elnökkel és Norbert Hoferrel együtt ideiglenesen betöltötte az államfői tisztséget is. 2017 óta a Nemzeti Tanács pénzügyi bizottságának elnöke, 2018 júniusában pedig az osztrák gazdasági kamara főtitkára lesz.
Kopf hobbija a labdarúgás, ifjúkorában kapusként játszott, majd 1985 és 1994 között az SC Rheindorf Altach elnökeként is dolgozott. 1998-tól 2006-ig a Vorarlbergi Labdarúgó Szövetség elnöke volt, majd 2009 és 2016 között az SCR Altach felügyelőbizottsági elnökeként dolgozott, 2016-ban pedig ismét a klub elnökévé választották. 2019 óta az SCR Altach tiszteletbeli elnöke, emellett tiszteletbeli elnöke a Vorarlbergi Labdarúgó Szövetségnek is.
2015-ben elnyerte a Magyar Érdemrend parancsnoki keresztje a csillaggal kitüntetést.
Felesége 1978 óta Karin Walser, két lányuk született.

## Fordítás
Ez a szócikk részben vagy egészben  a   Karlheinz Kopf című német Wikipédia-szócikk ezen változatának fordításán alapul.  Az eredeti cikk szerkesztőit annak laptörténete sorolja fel. Ez a jelzés csupán a megfogalmazás eredetét és a szerzői jogokat jelzi, nem szolgál a cikkben szereplő információk forrásmegjelöléseként.